# 格拉苏蒂

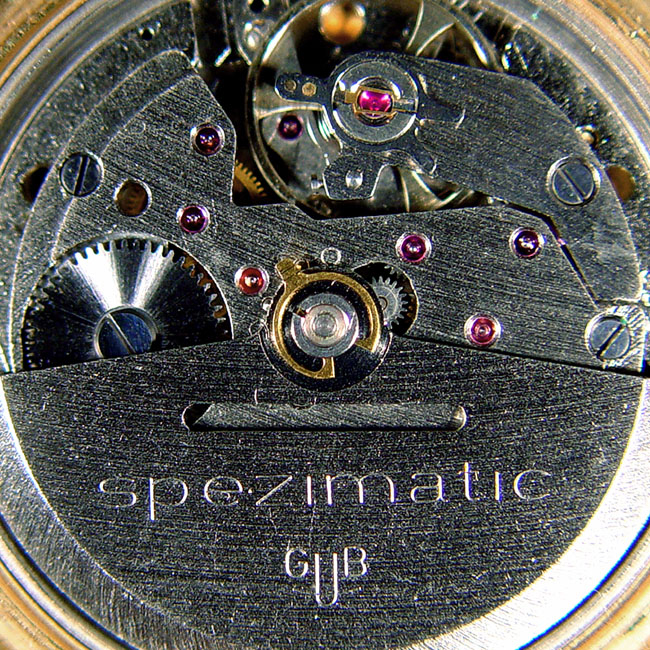
Glashütte spezimatic

格拉蘇蒂原創（Glashütte Original，Glashütte讀音／'gla:s#hʏtə/），是一家德國的鐘錶製造公司。該公司源於1994年格拉蘇蒂手表厂人民企业（VEB Glashütter Uhrenbetriebe）的私有化。後者是東德於1951年建立的集團，改編於過去在格拉蘇蒂鎮（Glashütte）的鐘錶製造商。這些製造商中包括1845年創立的朗格錶（A. Lange & Söhne）。目前格拉蘇蒂屬於史華曲集團。

## 外部連結
- （德文）（英文）格拉蘇蒂官方網站 （页面存档备份，存于）
- （英文）An article about Glashütte Julius Assmann 4 timepiece